# Ballota kaiseri
Ballota kaiseri Täckh. – gatunek rośliny z rodziny jasnotowatych. Występuje endemicznie w Egipcie w górach muhafazy Synaj Południowy, w Parku Narodowym Świętej Katarzyny.

## Biologia i ekologia
Bylina. Naturalnymi stanowiskami są kamieniste uedy.
Analizy genetyczne wykazały, że ten gatunek utrzymuje względnie wysoki poziom zmienności genetycznej (HE = 0,195–0,317), natomiast przepływ genów między populacjami był przeciętny – nm (W) = 2,29.